# Lauxania nigrimana
Lauxania nigrimana är en tvåvingeart som beskrevs av Daniel William Coquillett 1902. Lauxania nigrimana ingår i släktet Lauxania och familjen lövflugor. Inga underarter finns listade i Catalogue of Life.